# Shōhei Ōoka
Shōhei Ōoka (jap. 大岡 昇平 Ōoka Shōhei; ur. 6 marca 1909 w Ushigome (ob. tokijska dzielnica Shinjuku), zm. 25 grudnia 1988) – japoński pisarz.
W 1932 przeniósł się do Kioto, gdzie studiował literaturę francuską na Kyoto University. Szczególnie interesował się dziełami André Gide’a i Stendhala.
W 1944 został powołany do wojska i wysłany na Filipiny, gdzie jego oddział został zdziesiątkowany, a sam Ōoka dostał się do amerykańskiej niewoli na wyspie Leyte.
W grudniu 1945 powrócił do kraju. Rok później debiutował autobiograficznym opowiadaniem Furyoki (Pamiętnik jeńca wojennego, 1946). W 1951 opublikował swoją najbardziej znaną powieść, Nobi (1951, przekład polski Ognie polne, 1959). Powstała ona w oparciu o jego własne przeżycia wojenne. Powieść przyniosła mu rozgłos i Nagrodę Literacką Yomiuri.
W twórczości Ōoki widoczne są wpływy japońskiego neorealizmu i neoimpresjonizmu, a także własnych przeżyć wojennych. W swoich powieściach ukazywał dramat człowieka uwikłanego w wojnę oraz współczesne problemy społeczne. Nawiązywał także do twórczości Gide’a i Stendhala, którego dzieła tłumaczył na japoński i któremu poświęcił liczne ze swoich esejów. Na twórczości francuskiego pisarza oparł także powieść psychologiczną Musashino fujin (Kobieta z Musashino, 1950).
Laureat Nagrody Asahi za 1975 rok.